# Kolhörster (cràter)

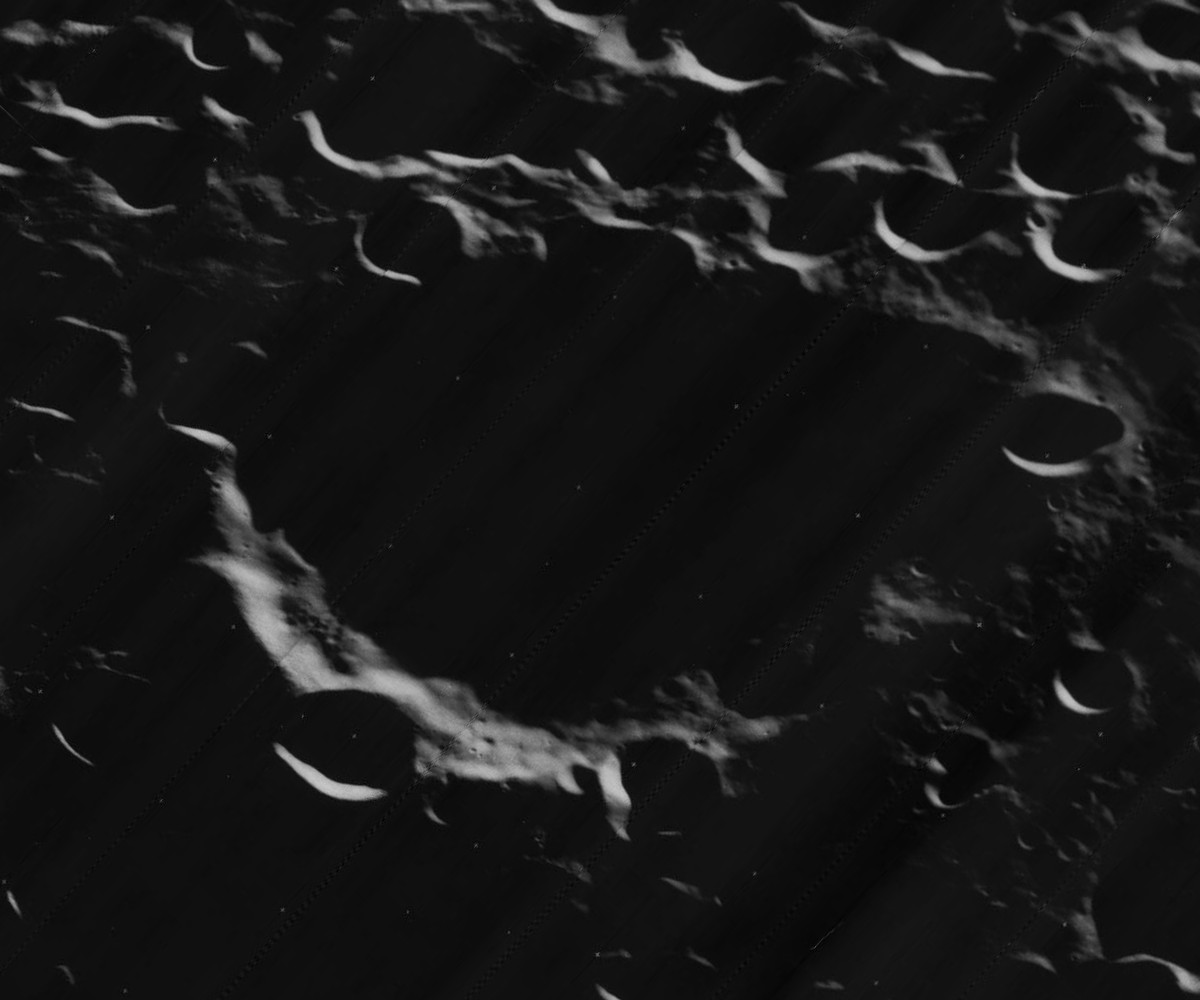
Vista de Kolhörster des de la Lunar Orbiter 5, mirant a l'oest, coincidint amb el pas del terminador.

Kolhörster és un cràter d'impacte pertanyent a la cara oculta de la Lluna. Es troba a un diàmetre de distància al sud-sud-est del cràter Kamerlingh Onnes, i al nord-est del cràter Michelson. Al sud de Kolhörster es localitza una zona marcada amb cadenes de cràters formades a partir d'impactes secundaris durant la creació de la conca d'impacte de la Mare Imbrium. Al voltant d'un diàmetre del cràter al sud-est es troba la cadena Catena Leuschner, mentre que més al sud apareix la Catena Michelson.
La vora d'aquest cràter està marcat en diversos llocs per petits impactes. Solament la part oest-nord-oest està relativament lliure d'aquestes marques. El bord nord-est presenta un aspecte lleugerament indentat a l'interior del cràter, on el sòl és relativament anivellat i amb sols uns petits cràters que marquen la superfície.